# Хекшер, Грете
Грете Хекшер (в замужестве — Дам; дат. Grete Heckscher (Dahm); 8 ноября 1901, Копенгаген — 6 октября 1987, Хорне, Южная Дания) — датская фехтовальщица-рапиристка. Бронзовый призёр летних Олимпийских игр 1924 года.

## Биография
Грете Хекшер родилась 8 ноября 1901 года в датском городе Копенгаген.
Выступала в соревнованиях по фехтованию за «Женский фехтовальный клуб 1917» из Копенгагена.
В 1924 году вошла в состав сборной Дании на летних Олимпийских играх в Париже. В личном турнире рапиристок завоевала бронзовую медаль. В четвертьфинальной группе заняла 1-е место, победив Фернанду Тасси из Франции — 5:1, Гизеллу Тари из Венгрии — 5:0, Аделину Гериг из США — 5:4, Сюзанн Боннар из Швейцарии — 5:3 и Элис Уокер из Великобритании — 5:2. В полуфинальной группе заняла 2-е место, победив Гизеллу Тари из Венгрии — 5:1, Люси Прост из Франции — 5:2, Эмму Фиттинг из Швейцарии — 5:1, Эллен Хэмилтон из Швеции — 5:1 и уступив Глэдис Дэвис из Великобритании — 4:5. В финальном турнире заняла 3-е место, победив Мюриэл Фримен из Великобритании — 5:3, Ютту Бардинг из Дании — 5:3 и Гизеллу Тари из Венгрии — 5:0, уступив Эллен Осиер из Дании — 3:5 и Глэдис Дэвис из Великобритании — 4:5.
Умерла 6 октября 1987 года в датском приходе Хорне коммуны Хоборг-Мидтфюн.